# Peter Chatel
Pour les articles homonymes, voir Chatel.
Peter Chatel est un acteur et metteur en scène de théâtre allemand, né Peter Schlätel le 7 décembre 1943 à Bad Segeberg, et mort du sida le 25 août 1986 à Hambourg.

## Biographie
Selon ses propres dires, il ne rêvait enfant que de faire une seule chose : une carrière d'acteur. "Je suis allé en tant qu'étudiant plus de 200 fois au théâtre, et plus tard j'ai été autorisé à assister aux répétitions de Gustaf Gründgens, avec lequel je souhaitais travailler plus tard comme assistant." Chatel n'a cependant pas été découvert au théâtre, mais à la télévision. À 25 ans, il a joué dans un épisode de la série policière Der Kommissar le rôle d'un drogué convaincant, et il reçut par la suite de nombreuses offres à la télévision. Mais plutôt que de poursuivre une carrière à la télévision, il a été attiré vers l'Italie, où il a travaillé avec des réalisateurs de renom. Pour son rôle dans le film Gradiva de Giorgio Albertazzi, Chatel a reçu un prix au Festival international du film de Locarno en 1970. En outre, il a joué sous la direction du réalisateur Radley Metzger dans le drame érotique Camille 2000, et dans  L'Assassinat de Trotsky, de Joseph Losey.
Pour la possession de 40 grammes de marijuana en Italie, Chatel a été condamné à deux ans de prison, mais avec la médiation de l'ambassade d'Allemagne et des recours en grâce signés par Heinrich Böll, Ingeborg Bachmann, Peter von Zahn, et Luchino Visconti, il n'a pas été arrêté, mais relaxé.
De retour en Allemagne, commença une collaboration très fructueuse avec Rainer Werner Fassbinder, et la troupe du Theater am Turm à Francfort à laquelle Chatel appartenait, et avec qui il tourna sept films.  Son rôle le plus important avec Fassbinder est sans doute celui d'Eugen, jeune homosexuel dans Le Droit du plus fort (Faustrecht der Freiheit). En outre, Chatel écrivit des pièces, qu'il mit lui-même en scène - et qui connurent un grand succès auprès des critiques et du public, à la fois en Allemagne et en France, pays où il vécut par la suite.

## Filmographie

### Cinéma
- 1969 : Toh, è morta la nonna! de Mario Monicelli : Guido
- 1972 : Gradiva de Giorgio Albertazzi : Norbert, un jeune archéologue
- 1972 : Qui l'a vue mourir ? (Chi l'ha vista morire?) d'Aldo Lado : Philip Vernon
- 1972 : Le Marchand des quatre saisons (Händler der vier Jahreszeiten) de Rainer Werner Fassbinder : Dr. Harlach
- 1972 : L'Assassinat de Trotsky (The Assassination of Trotsky) de Joseph Losey : Otto
- 1973 : Cette nuit ou jamais (Heute Nacht oder nie) de Daniel Schmid : Herr
- 1975 : Le Droit du plus fort (Faustrecht der Freiheit) de Rainer Werner Fassbinder : Eugen Thiess
- 1975 : Maman Küsters s’en va au ciel (Mutter Küsters’ Fahrt zum Himmel) de Rainer Werner Fassbinder : photographe
- 1976 : Le Rôti de Satan (Satansbraten) de Rainer Werner Fassbinder : Eugen
- 1977 : Les Apprentis Sorciers d'Edgardo Cozarinsky : Alex
- 1981 : Il faut tuer Birgitt Haas de Laurent Heynemann : Betz
- 1981 : Lili Marleen de Rainer Werner Fassbinder : un SA
- 1985 : Spécial Police de Michel Vianey

### Télévision
- 1969 : Der Kommissar (série)
- 1975 : Derrick: Alarm auf Revier 12 (Une mauvaise réussite) (série)
- 1973 : Le Monde sur le fil (Welt am Draht), de Rainer Werner Fassbinder
- 1974 : Martha, de Rainer Werner Fassbinder
- 1982 : Derrick: Via Genua (Trafic d'armes) (série)
- 1983 : Derrick: Die kleine Ahrens (La petite Ahrens) (série)